# Maratá
Maratá is een gemeente in de Braziliaanse deelstaat Rio Grande do Sul. De gemeente telt 2.542 inwoners (schatting 2009).

## Aangrenzende gemeenten
De gemeente grenst aan Brochier, Montenegro, Salvador do Sul en São José do Sul.

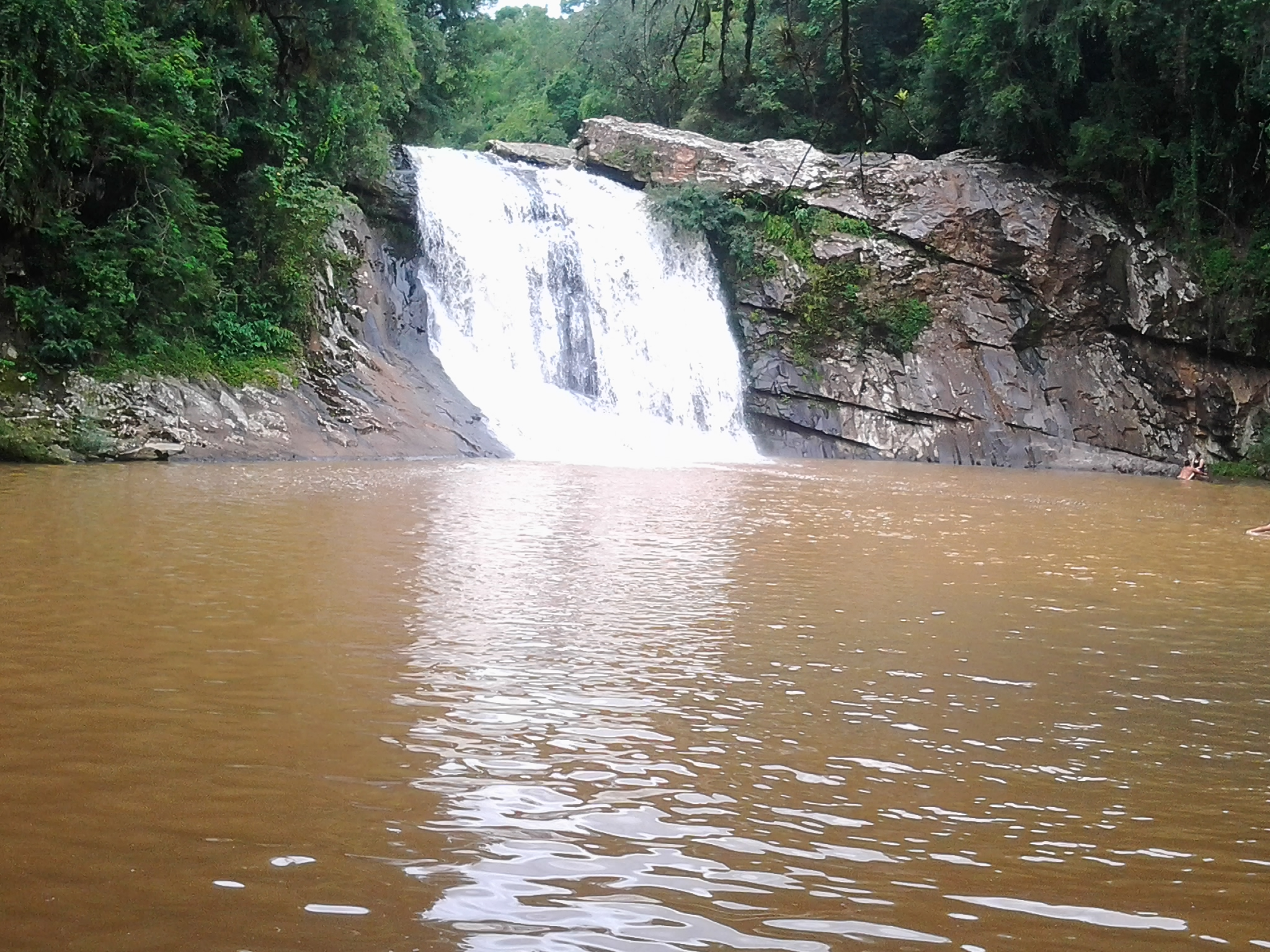
Waterval bij Maratá